# Albert Productions
Albert Productions es una división de edición y grabación musical de la compañía Albert Music, uno de los más antiguos sellos discográficos independientes de Australia, especializado en rock and roll y hard rock. La discográfica fue fundada en el año 1964 por Ted Albert,a cuya familia le pertenece y opera bajo la empresa australiana J. Albert & Son Pty Ltd.

## Historia
Durante la década de 1960, Albert Productions operada al igual que otras empresas similares, como las fundadas por los productores de Joe Meek, Phil Spector o Shel Talmy. Por lo general, estas empresas descubrían y firmaban contratos con nuevos intérpretes o grupos pop, produciendo sus grabaciones de forma independiente, y a continuación, vendían los productos terminados a los sellos discográficos establecidos, estos se encargaban de su lanzamiento, distribución y promoción. 
Ted Albert firmó con dos de los grupos australianos más importantes de mediados de la década de 1960, Billy Thorpe & The Aztecs y The Easybeats. Sus grabaciones fueron lanzadas a través de un acuerdo con Parlophone de EMI, sello subsidiario, incluyendo algunos de los éxitos más grandes de Australia de la década, la mayoría de los cuales fueron producidos por el propio Ted Albert y por Shel Talmy. 
La compañía redujo sus actividades de grabación a finales de 1960, pero fue revivido en la década de 1970, cuando Albert Productions estableció su propio sello discográfico y estudio de grabación ubicados en el centro de Sídney, Australia. Las primeras producciones de Albert Productions incluyeron trabajos para Alison MacCallum, Ted Mulry, John Paul Young y muchas de estas grabaciones fueron producidas por el artista de pop británico Simon Napier-Bell, pero el mayor éxito de la etiqueta se produjo a mediados de la década de 1970, tras el regreso a Australia de los ex The Easybeats Harry Vanda y George Young. 
En los últimos años de The Easybeats, el dúo (Vanda y Young) se había convertido en un poderoso equipo de compositores y productores altamente calificados, después de regresar a Australia a principios de 1973 se convirtieron en el motor de Albert Productions, rápidamente logró ser uno de los sellos más exitosos en la música australiana. Por lo general, trabajaban en colaboración con el ingeniero Bruce Brown y los ya mencionados Vanda y Young. Lanzaron una serie de singles y álbumes de enorme éxito en artistas tales como Stevie Wright, John Paul Young, AC/DC, The Angels, Cheetah, William Shakespeare y muchos otros. 
En los últimos años de la década de 1970 y a principios de los 80's, Vanda y Young también disfrutaron de una exitosa carrera en conjunto con Albert Productions, con ella lanzaron una serie de álbumes y singles muy exitosos en su grupo new wave, ejemplos como "Flash and the Pan", "Down Among The Dead Men", "Hey St Peter" y "Walking In The Rain", la cual se hizo famosa por una versión realizado por Grace Jones. 
El sello Albert Productions es el más conocido internacionalmente a través de su asociación con la famosa banda de hard rock AC/DC. Esto fue en gran medida por una asociación con producciones Vanda & Young, en la cual todos los álbumes desde 1974 a 1977 fueron grabados en Australia, y por supuesto los dos miembros fundadores de la banda, Malcolm Young y Angus Young, también eran los hermanos menores de George Young. 
En 2003, Albert Records estableció sus operaciones en el Reino Unido y, más recientemente, ha añadido la banda de rock de Irlanda del Norte The Answer entre sus artistas.

## Artistas
- AC/DC
- Aantonio
- Paulini
- Rose Tattoo
- Megan Washington
- Minus The Bear
- The Seabellies
- The Basics
- Shelley Harland
- Eulogies
- Bad Veins
- The Dears
- Darker My Love
- Sea Wolf
- Billy Thorpe & The Aztecs
- Breed 77
- Dallas Crane
- George Young
- Graham Lowndes
- happylife
- Harry Vanda
- Aleesha Rome
- John Paul Young
- Oblivia
- Skybombers
- Stevie Wright
- Choirboys
- The Answer
- The Easybeats
- The Marcus Hook Roll Band
- The Missing Links
- The Throb
- The Angels